# Jemyca Aribado
Jemyca Aribado, née le 21 septembre 1993 à Taguig, est une joueuse professionnelle de squash représentant les Philippines. Elle atteint le 77e rang mondial en janvier 2019, son meilleur classement.

## Biographie
Elle est la première joueuse philippine à passer professionnelle, à disputer un tournoi du circuit et à remporter un tournoi PSA,.
En décembre 2019, la Fédération mondiale l'invite à disputer les championnats du monde où elle s'incline au premier tour face à Sarah-Jane Perry.